# Paul Keller

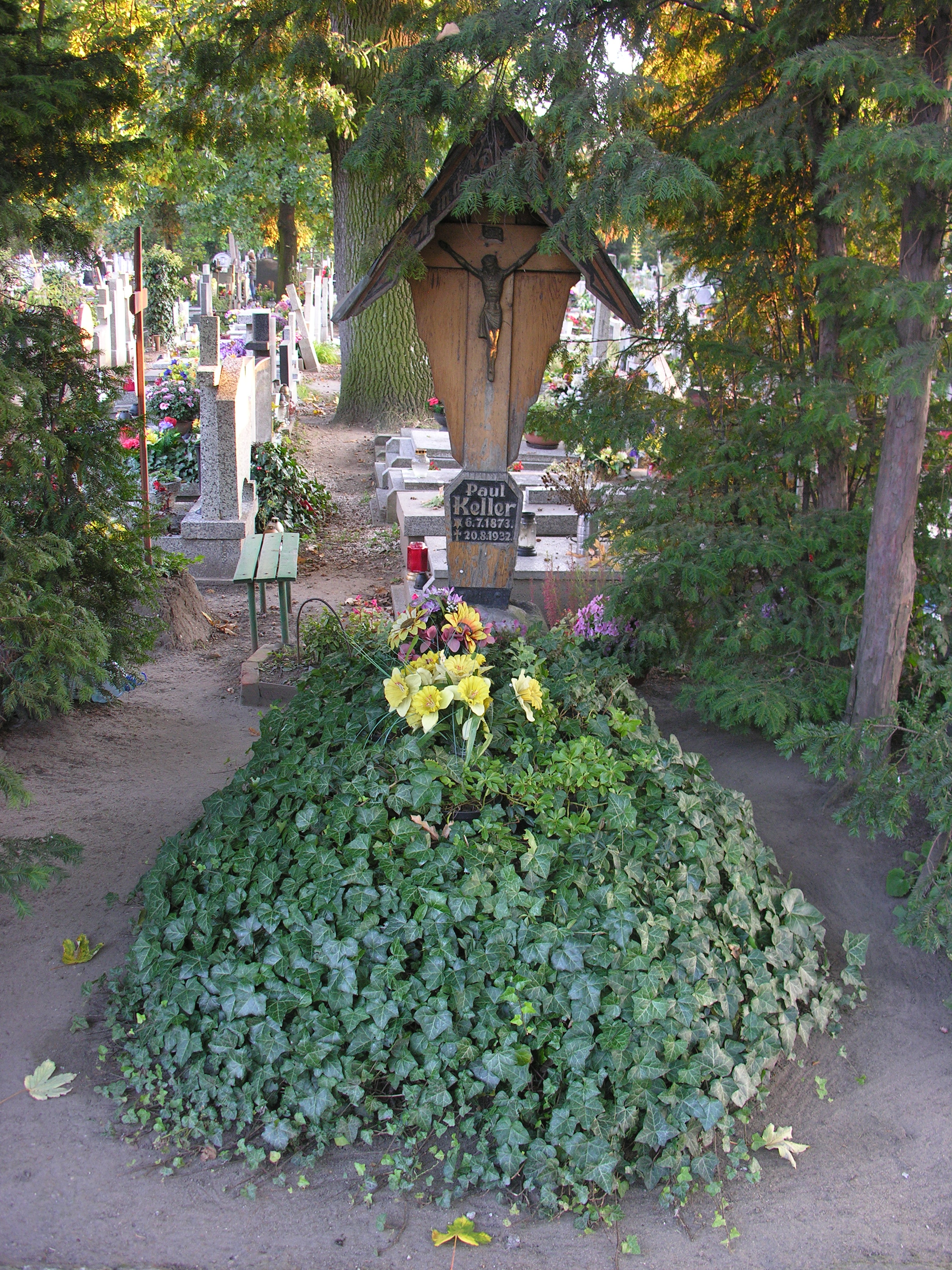
Grób Paula Kellera we Wrocławiu

Paul Keller (ur. 6 lipca 1873 w Milikowicach, zm. 20 sierpnia 1932 we Wrocławiu) – niemiecki pisarz.
Keller był synem murarza. W latach 1887–1890 uczęszczał do szkoły przygotowawczej dla nauczycieli w Lądku-Zdroju (wówczas Landeck), a następnie do seminarium nauczycielskiego, które ukończył w 1893. Pracował jako nauczyciel w Jaworze (1893–1894), Świdnicy (1894–1896) i Wrocławiu (1896–1908).
Keller założył czasopismo „Die Bergstadt” (1912–1931) i pisał powieści należące do nurtu literatury ojczyźnianej, w których głosił pochwałę podstawowych wartości opartych na katolicyzmie. Używa w nich prostego języka i wyraźnych kontrastów (miasto–wieś, zło–dobro). Spośród jego powieści bestselerami stały się: Waldwinter (1902), opowiadająca o ucieczce bohatera z wielkiego miasta w Karkonosze, oraz sfilmowana Die Ferien vom Ich (1915). Najbardziej znanym opowiadaniem napisanym w śląskim dialekcie jest Kłótnia gór „Bergkrach” (1932).
W Polsce pewną popularność zdobył zbiór baśni Das letzte Märchen (1905), wyd. polskie Baśń ostatnia  (1919). 
Na skale w Borowicach koło Jeleniej Góry znajduje się płaskorzeźba przedstawiająca głowę pisarza z profilu wraz z podpisem.
Przy placu Indyjskim 3-4 we Wrocławiu, na osiedlu Brochów, znajduje się willa, w której mieszkał.
Grób pisarza zachował się na cmentarzu św. Wawrzyńca we Wrocławiu.